# Deutsches Fernerkundungsdatenzentrum
Das Deutsche Fernerkundungsdatenzentrum (DFD) ist ein Institut des Deutschen Zentrums für Luft- und Raumfahrt (DLR) mit Standorten in Oberpfaffenhofen bei München und Neustrelitz in Mecklenburg-Vorpommern. Zusammen mit dem Institut für Methodik der Fernerkundung (IMF) bildet das DFD das Earth Observation Center (EOC) – das Kompetenzzentrum für Erdbeobachtung in Deutschland.

## Aufgaben
Das DFD empfängt mit seinen Bodenstationen die Daten nationaler und internationaler Erdbeobachtungssatelliten, verarbeitet sie zu Informationsprodukten und stellt diese für Wissenschaft und Industrie bereit. Es verteilt die Daten an die Nutzer und sichert sie langfristig im Deutschen Satellitendatenarchiv. Mit geowissenschaftlichen Arbeiten zur Atmosphären-, Klimawandel- und zivilen Sicherheitsforschung stellt das DFD Produkte und Lösungen der Fernerkundung für die Anwendung im privatwirtschaftlichen und wissenschaftlichen Umfeld bereit. Es betreibt themenspezifische „User Services“, insbesondere das Weltdatenzentrum für Fernerkundung der Atmosphäre (WDC-RSAT) und das Zentrum für satellitengestützte Kriseninformation (ZKI).
Das DFD bildet wissenschaftlichen Nachwuchs aus durch Bereitstellung von Arbeitsplätzen für Praktikanten, Diplomanden, Master-Absolventen, Doktoranden und Gastwissenschaftler. Es arbeitet insbesondere mit der Universität Würzburg (terrestrische Ökosysteme) und der Universität Augsburg (Atmosphäre) zusammen. Das DFD ist auch international tätig und betreibt langfristige Forschungskooperationen mit weltweiten Partnerorganisationen.
Kernkompetenzen des DFD sind:
- Konzeption, Entwicklung, Engineering und Betrieb von Multimissions-Bodeninfrastrukturen für Erdbeobachtungsmissionen
- Entwicklung und Integration informationstechnischer Systeme zur Verarbeitung und zum Management großer Datenbestände sowie den Betrieb des Deutschen Satellitendatenarchivs
- Methoden- und Verfahrensentwicklung zur Kartierung von Krisenregionen, zur Risiko- und Vulnerabilitätsmodellierung und zur Entwicklung von Entscheidungsunterstützungssystemen für Umwelt- und Krisenanwendungen
- Entwicklung von Prozessoren für höherwertige Datenprodukte, insbesondere für die Themenbereiche atmosphärische Spurengase und Aerosole, geo- und biophysikalische Variablen terrestrischer Ökosysteme, Parameter zur Landnutzung, Umweltindikatoren sowie Kenngrößen städtischer Verdichtungsräume
- Entwicklung spezieller Verfahren zur Auswertung hyperspektraler optischer Daten sowie zur Ableitung und Mosaikierung von Höhendaten aus räumlich hoch aufgelösten Synthetic-Aperture-Radar- und optischen Daten
- Entwicklung von speziellen Visualisierungsmethoden zur Darstellung und Animation komplexer Geodatensätze im eigenen Geo-Visualisierungszentrum

## Fachabteilungen des DFD
- Dynamik der Landoberfläche
- Atmosphäre
- Zivile Kriseninformation und Georisiken
- Informationstechnik
- Nationales Bodensegment
- Internationales Bodensegment
- Wissenschaftskommunikation und Visualisierung

Der Direktor ist gleichzeitig Ordinarius des Lehrstuhls für Fernerkundung am Institut für Geographie der Universität Würzburg. Eine dort angesiedelte Arbeitsgruppe ist eng mit den Forschungs- und Entwicklungsaufgaben des DFD verzahnt.

## Chronik

### Vorläuferorganisationen
1969
- Entstehung der Deutschen Forschungs- und Versuchsanstalt für Luft- und Raumfahrt (DFVLR), dem Vorläufer des DLR durch Zusammenschluss der DVL mit DFL und AVA

1974–1977
- Das Erdwissenschaftliche Flugzeug-Messprogramm (FMP) markiert den Beginn der Fernerkundungsaktivitäten im DLR (Hauptabteilung Raumflugbetrieb – GSOC). Das erdwissenschaftliche Photolabor mit Bildkonvertierungsanlage wird aufgebaut und betrieben.

1976
- Umstrukturierung der DFVLR: Großanlagen und wissenschaftlich-technische Einrichtungen werden zum Bereich Wissenschaftlich-Technische Betriebseinrichtungen (WT) zusammengefasst. GSOC und MORABA werden zur Hauptabteilung Raumflugbetrieb (WT-RB).

1978
- Auf Wunsch des Bundesministerium für Forschung und Technik übernimmt die DFVLR die Funktion als National Point of Contact (NOPC) zwischen der ESA und Nutzern in den Mitgliedsländern der ESA. Über das NPOC erhalten Nutzer Zugang zu den Daten amerikanischer Erderkundungssatelliten Landsat, Seasat, HCMM und Nimbus-7, die im Rahmen des ESA-Earthnet-Programmes mit Bodenstationen in Europa empfangen werden. Die Übernahme der NPOC-Funktion durch WT-RB ist der Beginn einer engen Zusammenarbeit mit der ESA (ESRIN in Frascati), die bis heute andauert.

1980
- Ab Januar routinemäßig Verarbeitung von SAR-Daten des 1978 gestarteten NASA-Satelliten Seasat im Auftrag der ESA

### Gründungsphase
- Gründung der Hauptabteilung Angewandte Datentechnik, verantwortlich für den Aufbau datentechnischer Prozessierungs- und Systemlösungen zur Verarbeitung und zum Management großer Datenströme von nationalen, europäischen und internationalen Fernerdungsmissionen
- Die Hauptabteilung Raumflugbetrieb (WT-RB) wird geteilt in die Hauptabteilung Raumflugmissionen (WT-RM; Leiter: M. Gass) und die Hauptabteilung Angewandte Datentechnik (WT-DA; Leiter: W. Markwitz).
- Die Hauptabteilung Angewandte Datentechnik wird vom Bundesministerium für Forschung und Technik beauftragt, Service-Leistungen als Mobile Raketen- und Ballonbasis (MORABA) und als Deutsches Fernerkundungsdatenzentrum (DFD) zu erbringen.

1981
- europäische SAR-580-Kampagne vom Februar bis August

1985
- Umstrukturierung des DLR: Moraba wechselt vom DFD zurück zum GSOC
- Konsolidierung: Beendigung der Arbeiten im Schwerpunkt Energetik

### Deutsches Fernerkundungsdatenzentrum
- Als Deutsches Fernerkundungsdatenzentrum (jetzt offizieller Name der Hauptabteilung WT-DA im Außenverhältnis) konzentriert sich die Hauptabteilung vor allem auf informationstechnische Arbeiten der Fernerkundung mit einem hohen extern finanzierten Aufgaben- und Personalanteil.

1986
- Ausbau des DFVLR-Forschungszentrums Oberpfaffenhofen durch die Bayerische Staatsregierung und das Bundesministerium für Forschung und Technik; DFD-Neubau mit Büro- und Betriebsräumen

1988
- Das Bundesministerium für Forschung und Technik beauftragt AWI, IfAG und DLR, eine Station in der Antarktis für den Empfang von ERS-1-SAR-Daten und zur Durchführung von VLBI-Messungen aufzubauen.

1989
- Aus der DFVLR wird das DLR (noch unter Beibehaltung des eigentlichen Namens). Der Bereich für Projektträgerschaften wird als Deutsche Agentur für Raumfahrtangelegenheiten (DARA) ausgegliedert.
- Aufbau der DFD Empfangsstation German Antarctic Receiving Station (GARS-O‘Higgins) in der Antarktis

1991
- Inbetriebnahme der GARS-O’Higgins für den Empfang von ERS-1 Daten, später auch ERS-2 und Envisat
- Start des ersten europäischen Erdbeobachtungssatelliten ERS-1 am 17. Juli

1992
- Die Satellitenbodenstation Neustrelitz des Instituts für Kosmos Forschung (IKF) wird nach der Wende auf Empfehlung des Wissenschaftsrates als Fernerkundungsstation Neustrelitz Teil des DFD.
- Aufbau der „National Remote Sensing Data Library“ (NRSDL)

1993
- Das Intelligente Satellitendaten-Informationssystem (ISIS) wurde vom DFD mit Mitteln des Bundesministerium für Bildung, Wissenschaft, Forschung und Technologie (BMWF) entwickelt. ISIS ermöglicht ab 1993 interessierten Nutzern den Zugang zu Daten des DFD und stellt operationell als Client/Server-Konfiguration Produktbeschreibungen, Metadaten und Archivinformation sowie Werkzeuge für die Visualisierung, den Online-Transfer und die Bestellung von Datenprodukten zur Verfügung.

1994
- SIR-C/X-SAR, zwei Flüge mit den Shuttlemissionen STS-59 vom 9. bis zum 20. April und STS-68 vom 30. September bis zum 11. Oktober

1994–2003
- Einsatz der transportablen Station in Libreville (Gabun), insgesamt acht Kampagnen für den Empfang von ERS-Daten. Nach Überholung in Oberpfaffenhofen erfolgt der Einsatz in Chetumal (Mexiko).

1995
- Start des zweiten europäischen Erdbeobachtungssatelliten ERS-2 am 21. April
- Beginn der Entwicklung des „Data and Information Management System“ (DIMS)

1997
- Zusammenführung von DARA und DLR, das fortan Deutsches Zentrum für Luft- und Raumfahrt (DLR) heißt
- Gründung des Cluster Angewandte Fernerkundung

1997–2001
- Einsatz der mobilen Empfangsstation in Kitob (Usbekistan), Bischkek (Kirgisien) und Ulaanbaatar (Mongolei) für den Empfang von ERS-Daten und Landsat-7-Daten

1999–2000
- Reorganisation des DFD und Gründung des Institutsverbunds Angewandte Fernerkundung (das Cluster AF) mit den beiden Instituten Deutsches Fernerkundungsdatenzentrum (DFD; Leiter: Stefan Dech) und Institut für Methodik der Fernerkundung (IMF; Leiter: Richard Bamler)

2000
- Shuttle Radar Topography Mission (SRTM) vom 11. bis 22. Februar
- ESA-Beauftragung als Processing and Archiving Center (PAC) für die Envisat Mission

2002
- Start des europäischen Umweltsatelliten Envisat am 1. März
- Aufbau einer dritten X-Band-Antenne in Neustrelitz

2002–2003
- Durchführung der Phase-A/B-Studie für das TerraSAR-Nutzlastbodensegment durch ein gemeinsames DFD/IMF-Projektteam. Die Phase-B wird mit der Preliminary Design Review (PDR) im Januar 2003 erfolgreich abgeschlossen.

2003
- Gründung des World Data Center for Remote Sensing of the Atmosphere
- Inbetriebnahme der IKONOS-Empfangsstation auf dem DLR-Gelände in Oberpfaffenhofen, Start der Kooperation mit der Firma European Space Imaging (EUSI)
- Gründung des Service Zentrum für satellitengestützte Kriseninformation (ZKI); Bewährungsprobe u. a. durch die Tsumaikatastrophe im Indischen Ozean in 2004

2005
- Errichtung des German Indonesian Tsunami Early Warning System (GITEWS) unter Beteiligung des DFD

2007
- Start von TerraSAR-X am 15. Juni 2007
- erfolgreiche Evaluierung des Clusters Angewandte Fernerkundung (heute EOC)
- Gründung des virtuellen Instituts Umweltforschungsstation Schneefernerhaus unter Beteiligung des DFD
- Einweihung der Empfangsstation in Chetumal durch den mexikanischen Staatspräsidenten Felipe Calderón

2009
- WDC-RSAT wird offizielles WMO-Weltdatenzentrum.
- Aufbau und Inbetriebnahme der polaren Empfangsstation Inuvik Satellite Station in Inuvik, Kanada

2010
- Gründung des Earth Observation Center (ehemals Cluster Angewandte Fernerkundung)
- Start von TanDEM-X am 21. Juni 2010

2011
- Übergabe des Tsunami-Frühwarnsystems an Indonesien
- Bundesinnenminister Hans-Peter Friedrich eröffnet Strategie-Forum für Erdbeobachtung am EOC
- EOC-Symposium 2011

2012
- Beauftragung als Copernicus Processing and Archiving Center für Sentinel-1 und Sentimel-3 OLCI durch die ESA am 24. Juli 2012
- Beauftragung Sentinel-5P Processing and Archiving Center durch die ESA
- Ausrichtung des IEEE International Symposium on Geoscience and Remote Sensing (IGARSS) München
- Start für das Virtuelle Alpenobservatorium mit der Umweltforschungsstation Schneefernerhaus

2013
- Beauftragung des Zentrums für satellitengestützte Kriseninformation (ZKI / ZKI-DE) durch das Bundesinnenministerium
- Installation der Alphasat-Ka-Band-Antenne in Oberpfaffenhofen
- erfolgreiche Evaluierung des EOC

2014
- Einweihung der Forschungsstelle für Maritime Sicherheit in Neustrelitz in Kooperation mit dem Institut für Kommunikation und Navigation

2015
- Ausrichtung des International Symposium on Remote Sensing of Environment (ISRSE) in Berlin
- Direktempfang und Verarbeitung von Sentinel-1-Daten in Neustrelitz; Lizenzierung für Radarsat-2
- Das DFD wird mit dem „Sentinel-1 Processing and Archiving Center“ Teil des Copernicus-Sentinel-Bodensegments.
- erster Empfang von laserübertragenen Erdbeobachtungsdaten (Sentinel-1 – Alphasat) in Oberpfaffenhofen

2016
- Globales Höhenmodell TanDEM-X
- Tri-Band-Bodenstation in Neustrelitz
- Sentinel-3A und Sentinel-1A/1B PAC
- Empfang koreanischer Erdbeobachtungsmissionen in Neustrelitz

2017
- Kooperation mit dem European Southern Observatory (ESO)
- Copernicus-Empfang in Inuvik
- Website CODE-DE freigeschaltet
- Sentinel-5P: First light

2018
- Sentinel-3B operationell
- Hyperspektrales Erdbeobachtungsinstrument DESIS auf der ISS
- Deutsches Satellitendatenarchiv D-SDA mit 60 Petabyte Daten

2019
- Entwicklungsbeginn des HPDA-Datenverarbeitungssystems terrabyte
- Auslieferungbeginn DESIS-Daten
- Auslieferung atmosphärenkorrigierter Sentinel-2-Daten
- Unterstützung der MOSAiC-Arktisexpedition

2020
- Übergabe des ZKI-DE-Service an das Bundesamt für Kartographie und Geodäsie (BKG)

2021
- Rahmenvertrag IF-Bund (Innovative Fernerkundung für die Bundesverwaltung)
- Beauftragung mit dem Copernicus Climate Change Service (C3S)

2022
- EnMAP: First Light

2023
- HPDA-Plattform terrabyte in Betrieb
- Ausbau der EUSI-Bodenstation in Oberpfaffenhofen